# Contea di Texas (Oklahoma)
La contea di Texas ( in inglese Texas County ) è una contea dello Stato dell'Oklahoma, negli Stati Uniti. La popolazione al censimento del 2000 era di 20 107 abitanti. Il capoluogo di contea è Guymon.